# هوبر (كولورادو)
هوبر (بالإنجليزية: Hooper, Colorado)‏ هي بلدة تقع في مقاطعة ألاموسا، كولورادو بولاية كولورادو في الولايات المتحدة. تبلغ مساحتها 0.7 (كم²)، وترتفع عن سطح البحر 2304 م، بلغ عدد سكانها 103 نسمة في عام 2010 حسب إحصاء مكتب تعداد الولايات المتحدة وتصل الكثافة السكانية فيها 157.8 نسمة/كم2.

## معرض صور

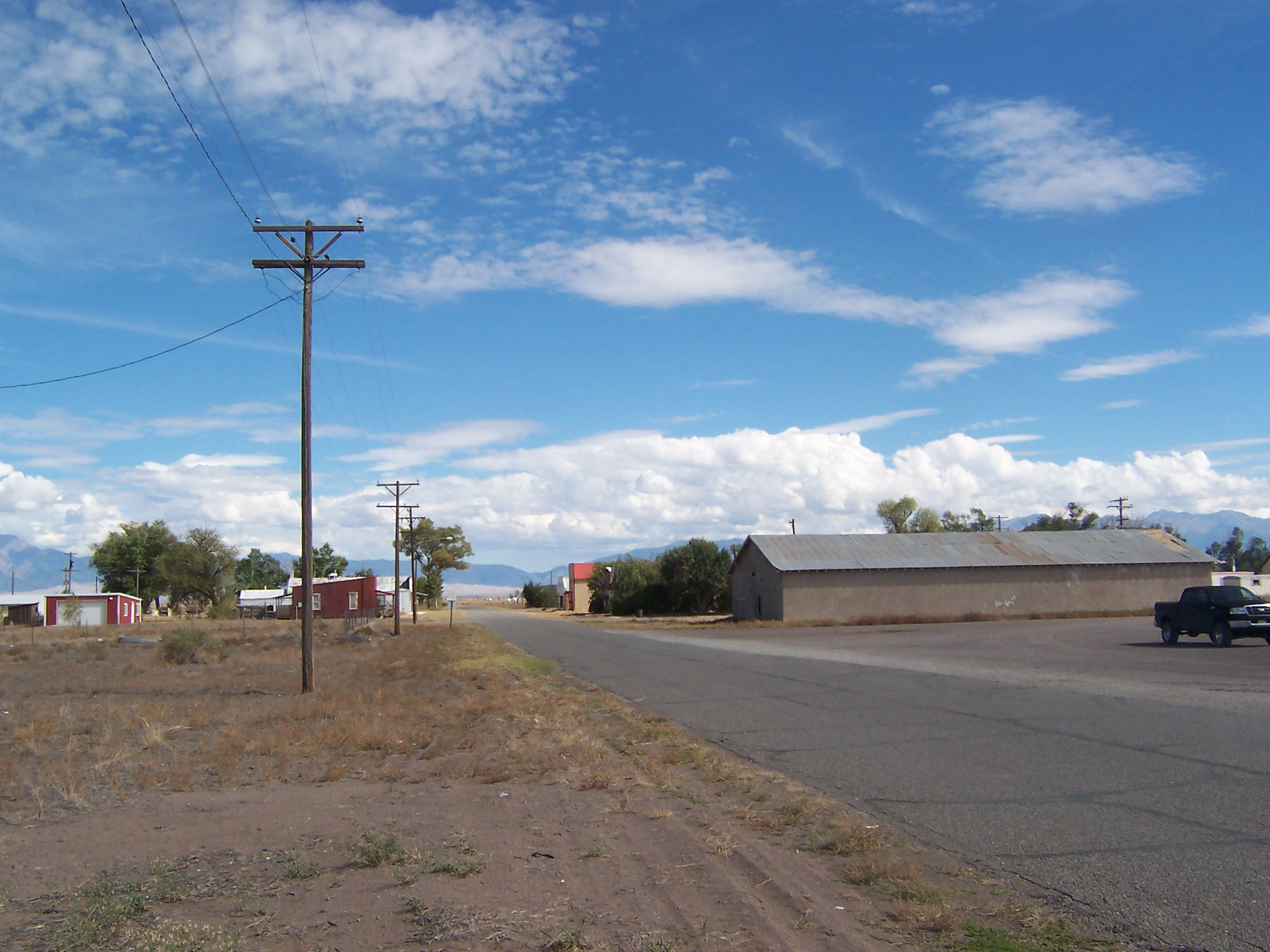
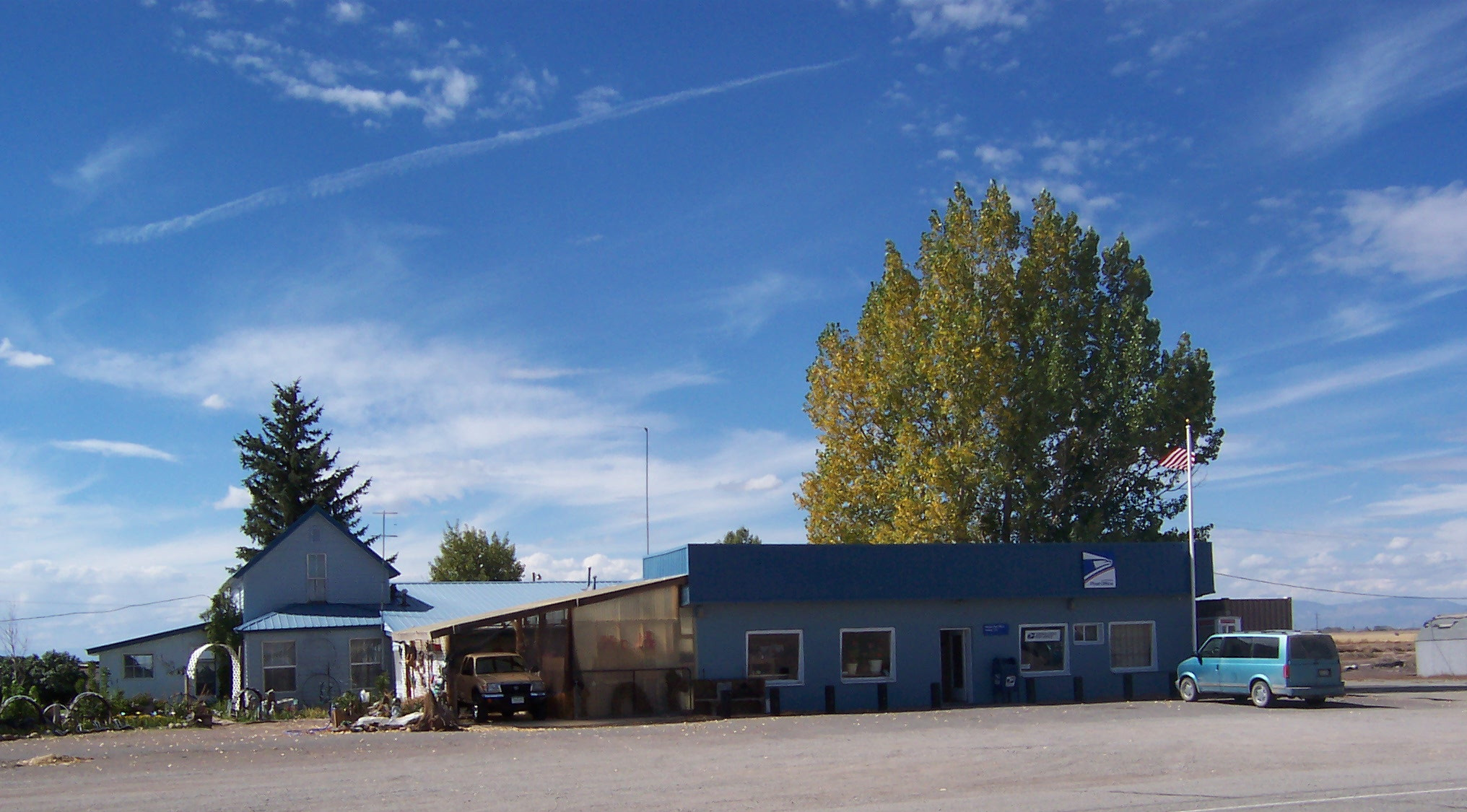
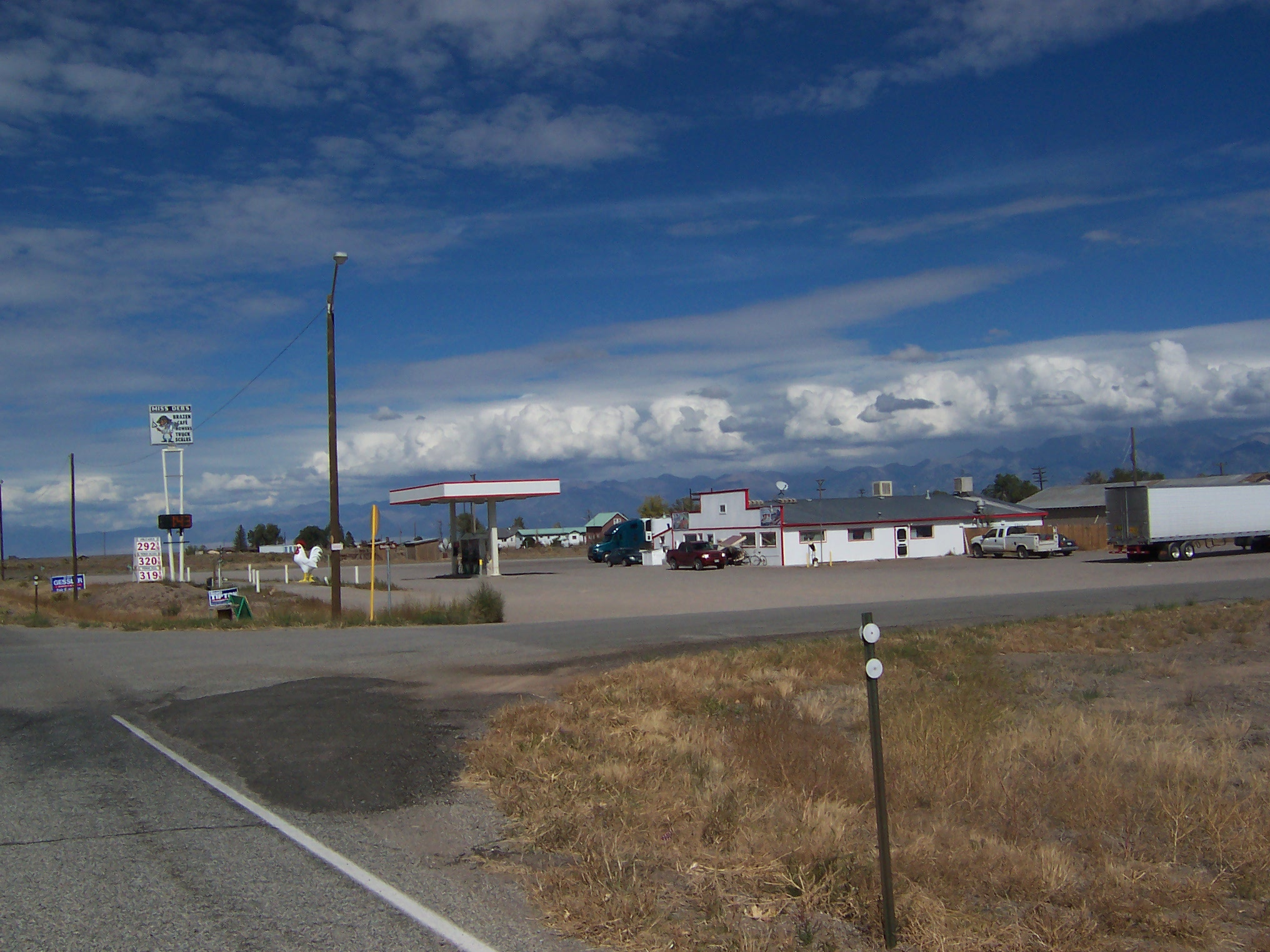
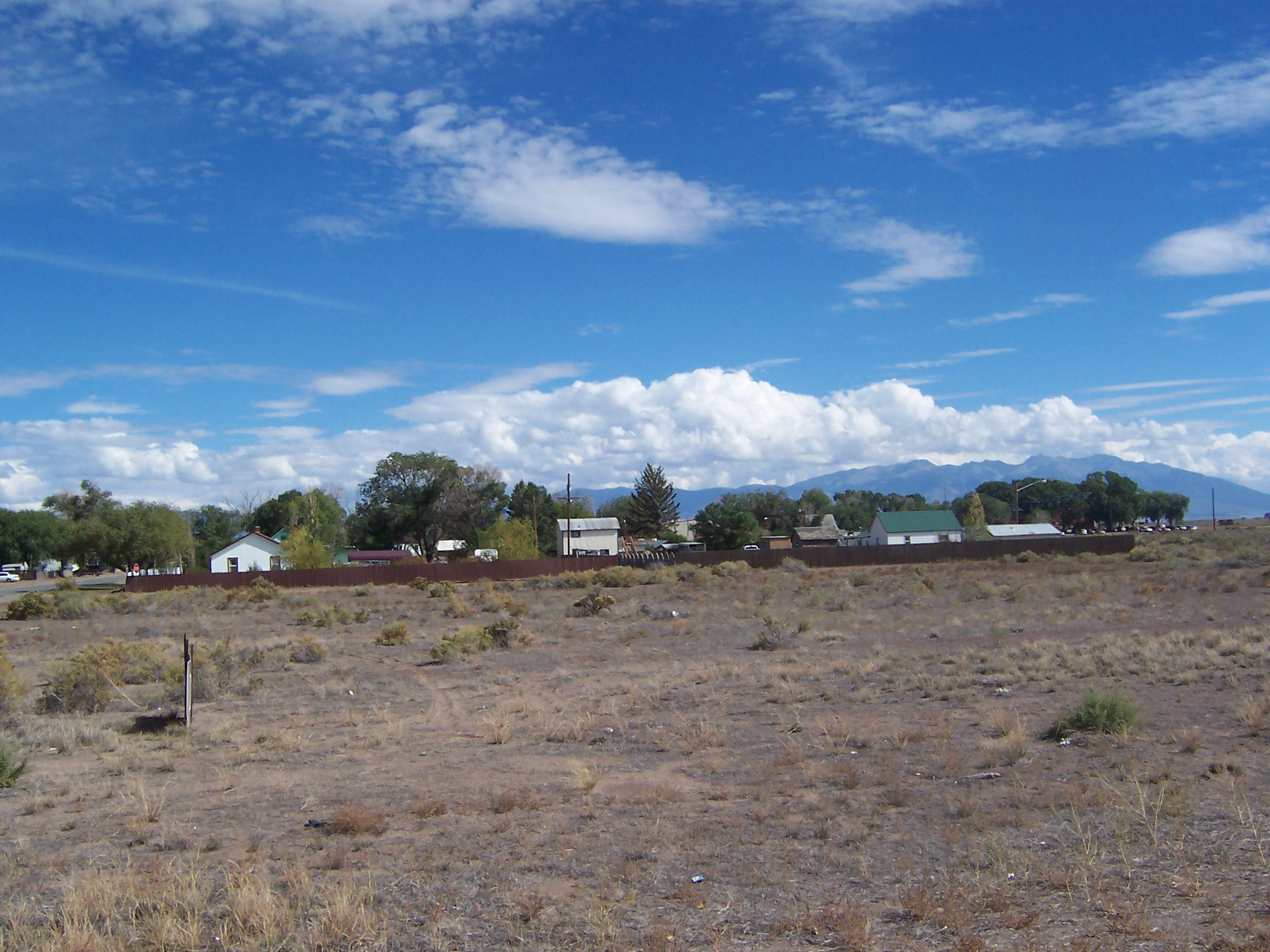

## وصلات خارجية
- The US50 - Cities and Towns in Colorado State
- Colorado Cities and Towns, Facts, Map, Flag, Colleges, Government, and More